# Katharma flagellata
Katharma flagellata är en tvåvingeart som beskrevs av H. Oldroyd 1960. Katharma flagellata ingår i släktet Katharma och familjen rovflugor.
Artens utbredningsområde är Madagaskar. Inga underarter finns listade i Catalogue of Life.